# История почты и почтовых марок Колумбии
История почты и почтовых марок Колумбии включает развитие почтовой связи на территории Колумбии, государства в северо-восточной части Южной Америки со столицей в Боготе, и подразделяется на несколько периодов, включая домарочный период. Собственные почтовые марки эмитируются с 1859 года. Колумбия входит в число стран — участниц Всемирного почтового союза (ВПС; с 1881), а её национальным почтовым оператором является компания 4-72, La Red Postal de Colombia.

## Развитие почты

### Домарочный период
До прихода в этот южноамериканский регион испанских завоевателей существовала почтовая служба Империи инков, действовавшая на основе пеших гонцов часки. С начала XVI века на нынешней территории Колумбии и прилегающих стран была установлена испанская почтовая система, которой, согласно королевскому распоряжению, управлял главный почтмейстер Индий и вновь открытых земель. Однако из источников видно, что чиновники службы главного почтмейстера начали работать на колумбийской территории только примерно в 1717 году. В 1768 году испанской короной была восстановлена почтовая монополия, а Хосе Антонио де Пандо (исп. José Antonio de Pando) был назван главным почтмейстером вице-королевств Перу и Новой Гранады.
Очень подробный и точно сформулированный набор правил работы почты, ныне известный как «Pando Manuscript» («Рукопись Пандо»), применялся примерно до 1822 года, когда генерал Сантандер учредил новые маршруты и тарифы в новой Республике Колумбия. Вместе с тем имеются сведения о письмах и почте ещё в 1534 году, о письмах, посланных в Совет Индий первыми конкистадорами. С тех пор и до XVIII века почта перевозилась по территории страны, но в частном порядке с помощью часки. Первые почтовые пометки были введены документом Пандо ещё в 1771 году.

### Независимость
После обретения независимости почтовая служба развивалась в рамках последовательно сменивших друг друга республик — Великой Колумбии и Новой Гранады. В 1858 году в результате изменения конституции была создана федеральная республика Гранадская конфедерация, но она также просуществовала недолго, до 1863 года. В состав этой конфедерации входили нынешние государства Колумбия и Панама и даже часть северо-западной Бразилии.
Указом 1859 года в Гранадской конфедерации была учреждена почта и определено использование почтовых марок. Центральное правительство Гранадской конфедерации отвечало за доставку почты между штатами, а также за пересылку исходящей и входящей корреспонденции из других стран.
После ещё одного изменения конституции в 1861 году Гранадская конфедерация была преобразована в Соединённые Штаты Новой Гранады. С 1863 по 1886 год это государственное образование называлось Соединёнными Штатами Колумбии. При этом собственно штаты существовали уже с 27 февраля 1855 года — в составе Республики Новая Гранада и Гранадской конфедерации, где они назывались «федеральными штатами». В составе Соединённых Штатов Колумбии их называли «суверенными штатами». Конгресс Гранадской конфедерации принял закон 3 июня 1859 года, разрешавший суверенным штатам учреждать собственные почтовые службы. В 1863 году Соединённые Штаты Колумбии, как стала теперь называться конфедерация, в составе восьми суверенных штатов, подтвердили полномочия этих суверенных штатов иметь собственную почту и выпускать почтовые марки.
В те времена в Колумбии проживало около 5 миллионов жителей, многие из которых не умели ни читать, ни писать, а связи Колумбии с остальным миром ограничивались несколькими торговыми компаниями. Главным способом, чтобы добраться до портов, было использование лодок по реке Магдалена, причём на то, чтобы доплыть до побережья, уходило не менее двух недель. Перевозка почты, а также её раздача, была поручена работникам и компаниям, работавшим по контракту с правительством.
1 июля 1881 года Колумбия была принята в ряды ВПС.
С 1911 года Колумбия находится в числе стран — участниц Почтового союза американских государств, Испании и Португалии (UPAEP). 1 октября 1937 года Испанией был введён в обращение американско-испанский ответный купон (Cupón-respuesta americoespañol). Он распространялся в странах этого почтового союза, включая Колумбию, до 29 февраля 1956 года.
В современных условиях почтовое обслуживание в стране обеспечивает компания 4-72, La Red Postal de Colombia, которая ведмственно подчинена Министерству информационных технологий и связи Колумбии.

## Выпуски почтовых марок

### Гранадская конфедерация

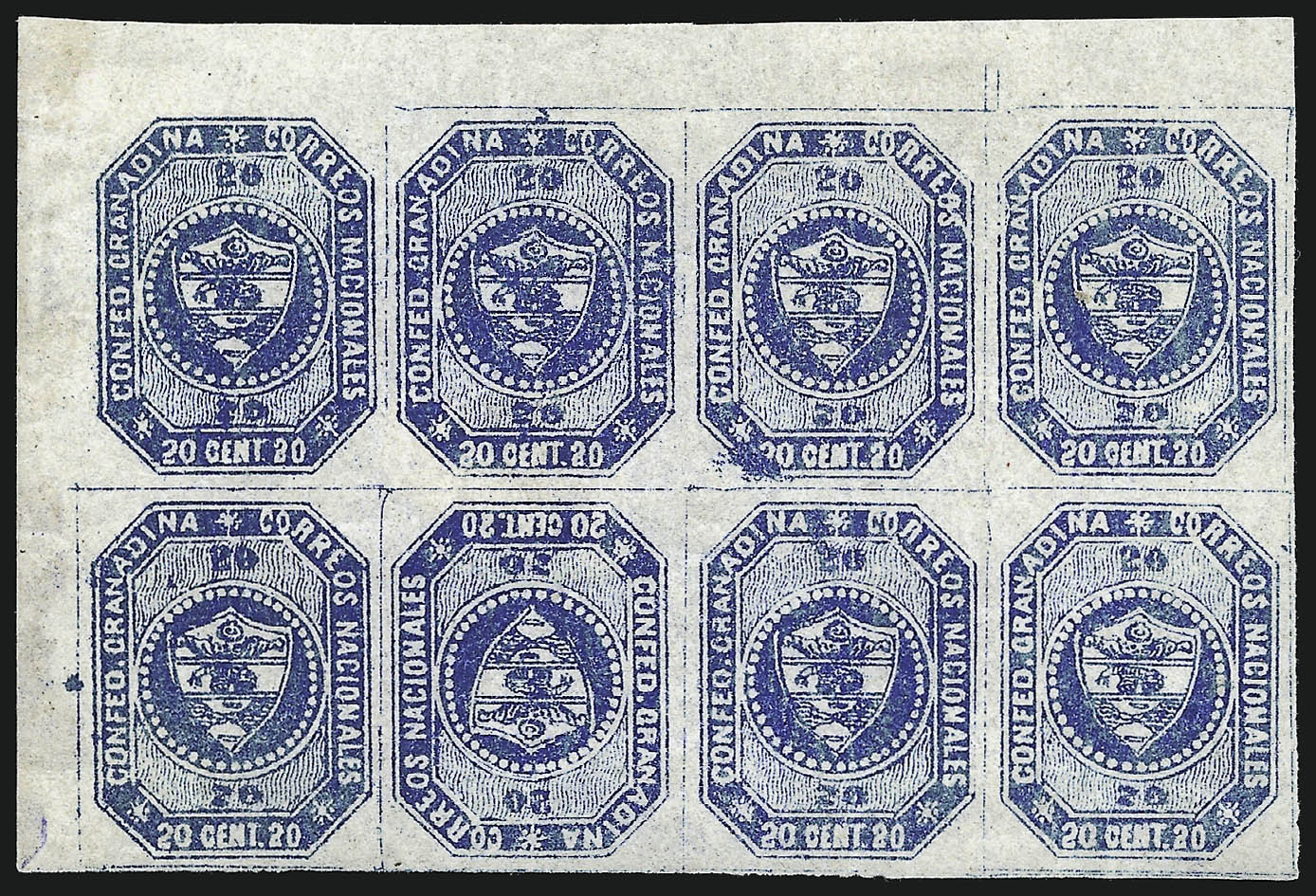
Почтовая марка Гранадской конфедерации номиналом в 20 сентаво, синяя (1859). Клише A, позиции 1—4, 12—15, блок из восьми марок с верхними левыми угловыми полями листа, включает инвертированную марку, позиция 13, которая образует тет-беш с соседними марками

1 сентября 1859 года в продажу поступили первые колумбийские знаки почтовой оплаты. В то время Колумбия называлась Гранадской конфедерацией. Таким образом, первыми почтовыми миниатюрами страны являются марки Гранадской конфедерации. Второй выпуск появился в 1860 году.
Выпускавшиеся с 1859 года для целей оплаты пересылки общегосударственные почтовые марки имели надпись: «Confed. Granadina Correos Nacionales» («Гранадская конфедерация. Национальная почта»).

### Соединённые Штаты Новой Гранады
В сентябре 1861 года вышла третья серия почтовых марок пяти номиналов с надписью: «Estados Unidos de Nueva Granada» («Соединённые Штаты Новой Гранады»).

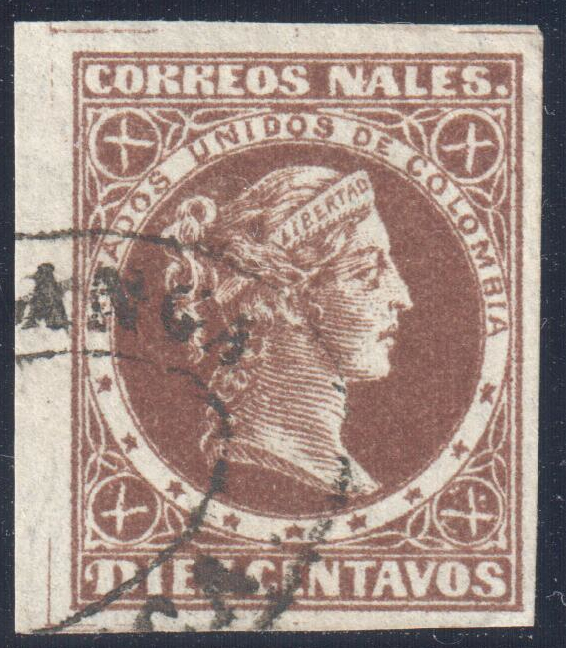
История почты и почтовых марок Соединённых Штатов Колумбии номиналом в 10 сентаво, 1877(Sc #74)

### Соединённые Штаты Колумбии
Почтовые марки с надписью «Estados Unidos de Colombia» («Соединённые Штаты Колумбии») выпускались до 1886 года.
Вскоре после этого вышел четвёртый выпуск марок — с надписью «Соединённые Штаты Колумбии». Ещё четыре выпуска завершили классический период в 1868 году. Всего за это время было эмитировано 42 почтовые марки.

### Отдельные штаты Колумбии
В почтовой истории Колумбии известны марки, которые выпускались самостоятельно отдельными штатами, существовавшими в период 1855—1886 годов. Они годились только для оплаты почтового тарифа в пределах соответствующего суверенного штата, хотя известно несколько примеров пересылки оплаченной ими корреспонденции в другие штаты и даже в Европу.

#### Антиокия
Вначале штат, а затем департамент Антиокия (административный центр — Медельин) выпускал собственные почтовые марки в 1868—1904 годах. Текст на почтовых марках оригинальных рисунков: «Es Us de Colombia» («СШ Колумбии»), «Correos» («Почта»), «ES de Antioquia» («Суверенный штат Антиокия»), «EE UU de Colombia» («СШ Колумбии»), «Eo So de Antioquia» («Суверенный штат Антиокия»), «Correos de Antioquia» («Почта Антиокии»), «Colombia» («Колумбия»), «R de Colombia» («Республика Колумбия»), «D de A» («Департамент Антиокия»), «Provisional» («Временно»), «Republica de Colombia» («Республика Колумбия»), «Correos del departamento de Antioquia» («Почта департамента Антиокия»), «Registro» («Заказное»), «R» («Заказное»), «UPU» («Всемирный почтовый союз»), «Antioquia» («Антиокия»).
Всего было эмитировано 144 обычных почтовых марки, 7 почтовых марок для заказных писем, 7 почтовых марок для писем, отправляемых после окончания времени работы почтовых учреждений.

#### Боливар
Штат Боливар (административный центр — Картахена) начал эмитировать собственные почтовые марки в 1863 году. Первые три выпущенные марки относятся к самым маленьким почтовым маркам мира. На большинстве почтовых марок этого штата (департамента) изображён национальный герой Симон Боливар. На почтовых марках оригинальных рисунков встречаются следующие надписи: «EU de Colombia» («СШ Колумбии»), «Estado Soberano de Bolívar» («Суверенный штат Боливар»), «Correos del estado» («Государственная почта»), «Correos de Bolívar» («Почта Боливара»), «Departamento de Bolívar» («Департамент Боливар»).
Всего было эмитировано 65 обычных почтовых марок, 7 почтовых марок для ценных писем и писем с извещением о получении, 8 почтовых марок для заказных писем, 2 почтовые марки для писем, отправляемых после окончания времени работы почтовых учреждений.

#### Бояка
Несмотря на то, что подобно другим суверенным штатам (департаментам) Колумбии Бояка (административный центр — Тунха) получила право эмиссии почтовых марок ещё в 1860-е годы, первый выпуск Бояки увидел свет только в 1899 году. Почтовые марки выпускались до 1904 года. На почтовых марках оригинальных рисунков надписи: «Colombia. Boyacá» («Колумбия. Бояка»), «Correos» («Почта»), «Departamento de Boyacá» («Департамент Бояка»), «Republica de Colombia» («Республика Колумбия»).
Всего было эмитировано 11 почтовых марок.

#### Каука
Штат Каука (Cauca; административный центр — Попаян).

#### Кукута (Северный Сантандер)
Провинция Кукута (административный центр — Кукута) входила в состав департамента Сантандер, в 1900 году там было создано временное повстанческое правительство, почтовые марки выпускались с 1900 года по 1904 год. На почтовых марках оригинальных рисунков надписи: «Gobierno provisorio» («Временное правительство»), «Correos» («Почта»), «Republica de Colombia» («Республика Колумбия»), «Departamento de Santander» («Департамент Сантандер»), «Correos de la Provincia de Cucuta» («Почта провинции Кукута»).
Всего было эмитировано 44 почтовые марки.

#### Кундинамарка
Штат, затем департамент Кундинамарка (административный центр — Богота) имел собственную почтовую службу с 1870 года по 1906 год. Подобно национальной почте штат выпустил несколько крупноформатных страховых почтовых марок для оплаты почтовых отправлений, в заявленную стоимость которых входил страховой взнос.

#### Магдалена
Штат Магдалена (Magdalena).

#### Сантандер

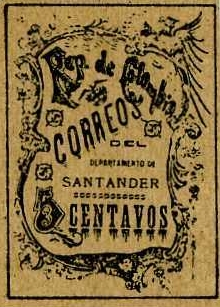
Почтовая марка Сантандера (1905)

Сантандер (административный центр — Букараманга) также выпускал почтовые марки с 1884 года по 1903 год. На почтовых марках оригинальных рисунков надписи: «Estados Unidos de Colombia» («СШ Колумбии»), «Estado Soberano de Santander» («Суверенный штат Сантандер»), «Correos» («Почта»), «Republica de Colombia» («Республика Колумбия»), «Departamento de Santander» («Департамент Сантандер»). Надпечатки на почтовых марках: «Provisional» («Временно»), «Correos de Santander» («Почта Сантандера»).
Всего было выпущено 57 почтовых марок.

#### Толима
Толима (административный центр — Ибаге): 12 июля 1861 года, подняв вооружённый мятеж против конституционного правительства президента Мариано Оспины Родригеса, генерал Томас Сиприано де Москера создал суверенный штат Толима, выделенный из состава суверенного штата Кундинамарки (Sovereign State of Cundinamarca). Почтовые марки выпускались с 1870 по 1906 год.
Всего было эмитировано 62 почтовые марки.

#### Чоко
Губерния Новой Гранады Чоко (административный центр — Кибдо) в 1879 году выпустила одну почтовую марку. Текст на марке: «Republica de N. Granada» («Республика Новая Гранада»), «Gobernacion de Choco» («Губерния Чоко»).

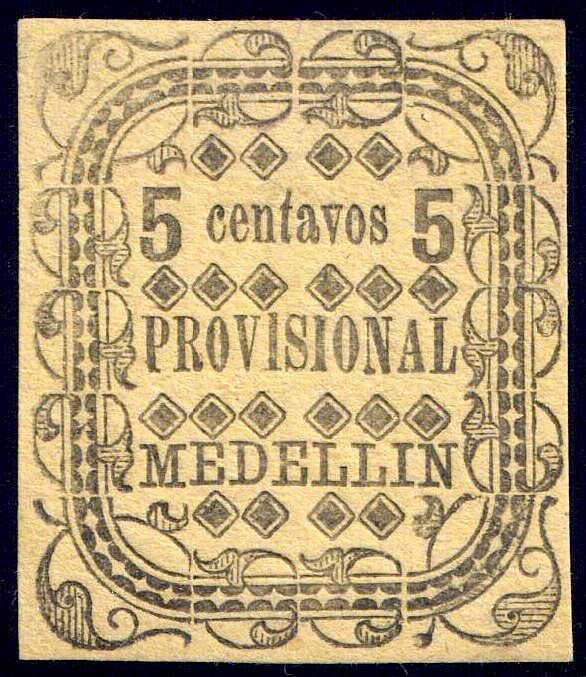
Штат Антиокия, медельинский выпуск, 5 сентаво (1888)
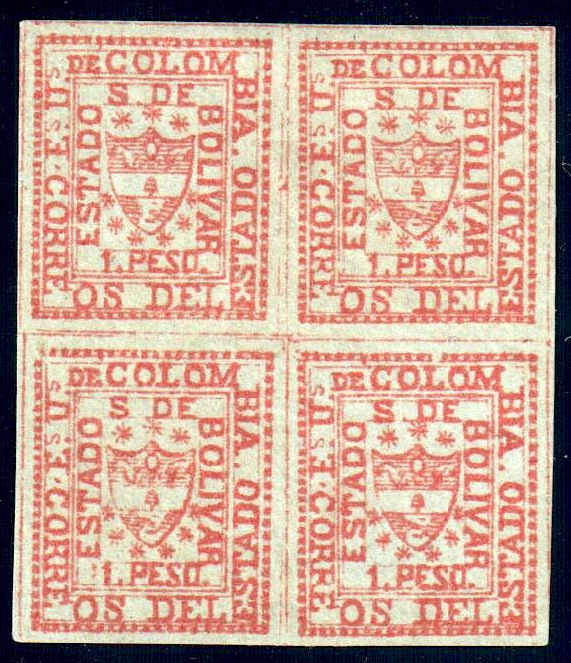
Штат Боливар, 1 песо, красная, квартблок (1863)
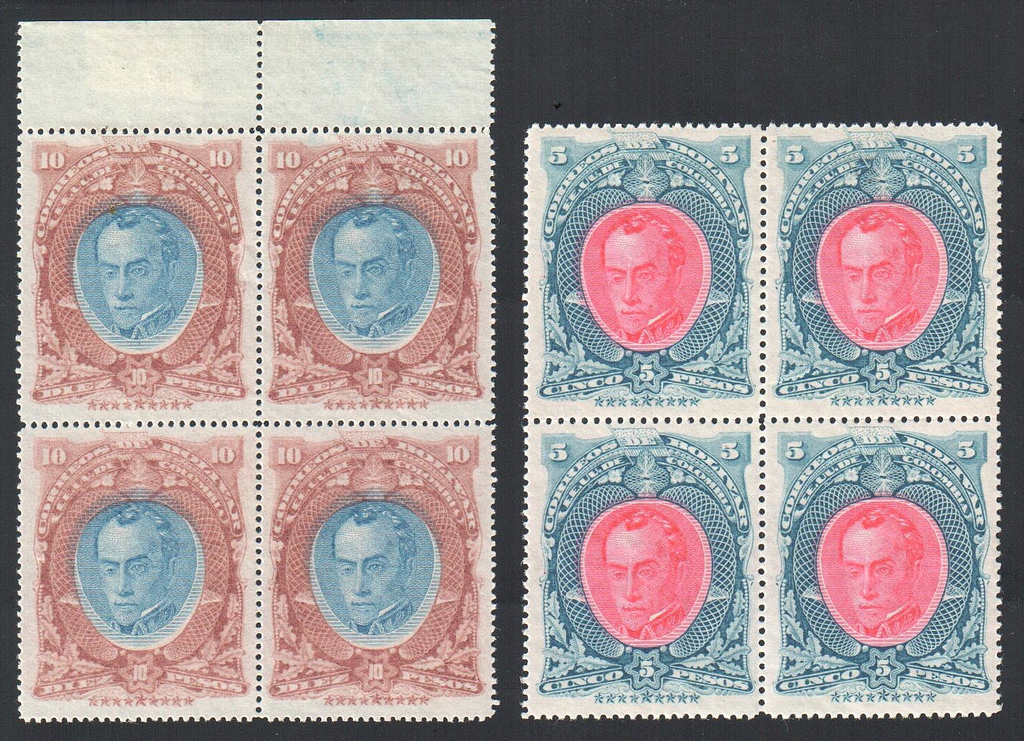
Штат Боливар, 5 и 10 песо (1882)
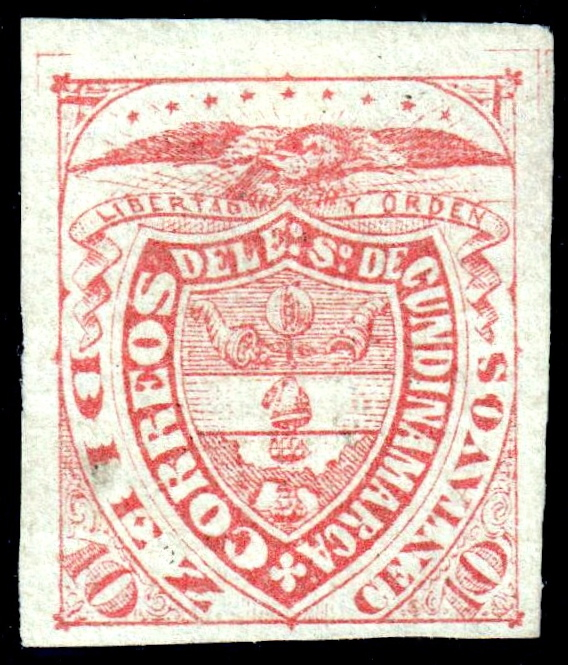
Штат Кундинамарка, 10 сентаво (1877)
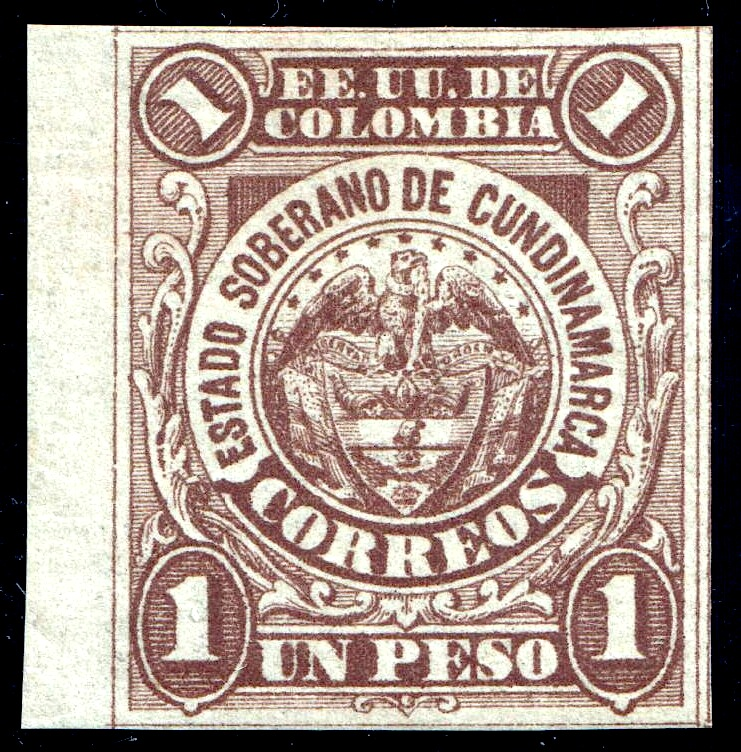
Штат Кундинамарка, 1 песо (1882)
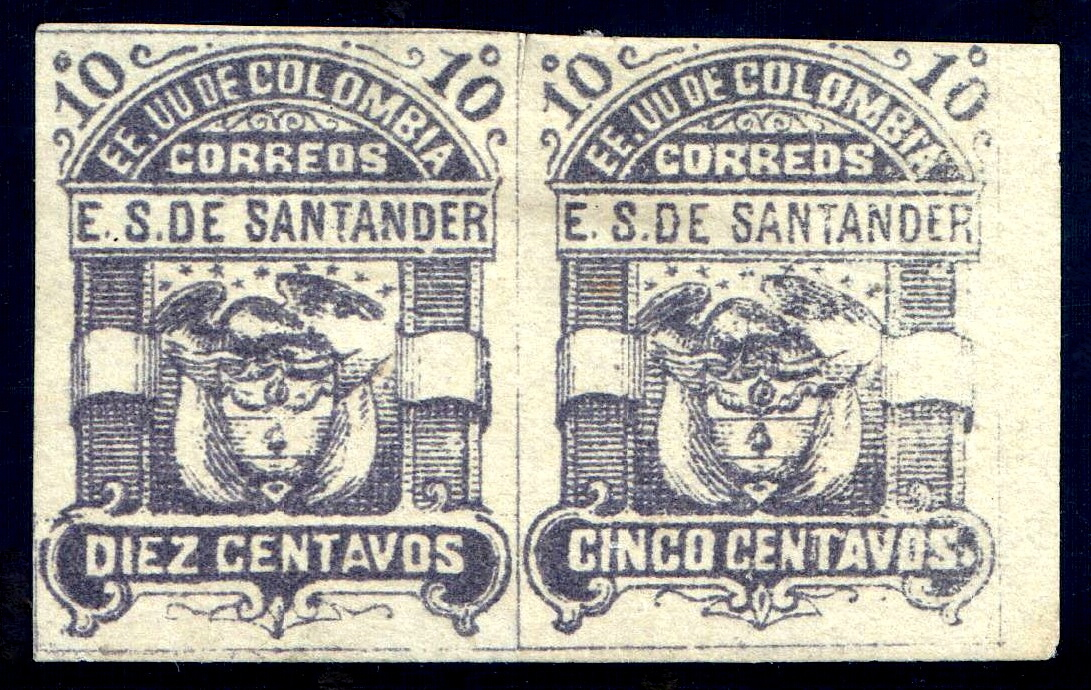
Штат Сантандер, 10 сентаво, двойка с ошибкой передачи «CINCO CENTAVOS» (1886)
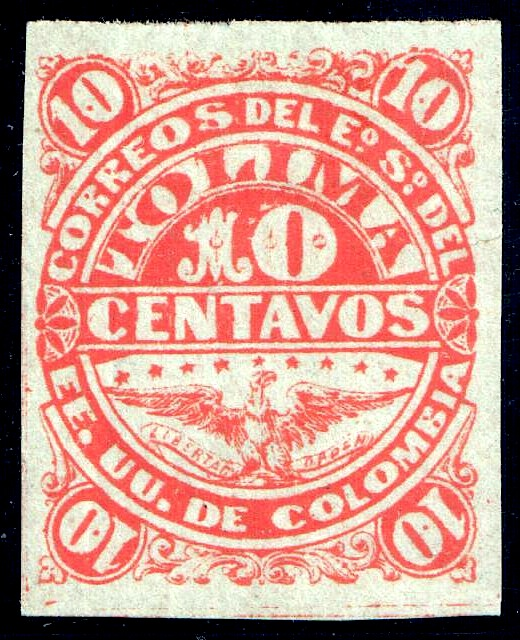
Штат Толима, 10 сентаво (1883)

### Республика Колумбия
В 1886 году новая Республика Колумбия упразднила штаты и поделила страну на департаменты Колумбии. Тем не менее входящие в состав Колумбии штаты продолжали выпускать отдельные почтовые марки до начала 1900-х годов. На почтовых марках, выпущенных Республикой Колумбия, появилась надпись «Republica de Colombia» («Республика Колумбия»), представлявшая собой четвёртое по счёту изменение названия государства с 1859 года, которая впоследствии превратилась просто в «Colombia» («Колумбия»). Кроме того, на марках, выходивших с тех пор, указано: «Correos» («Почта»).

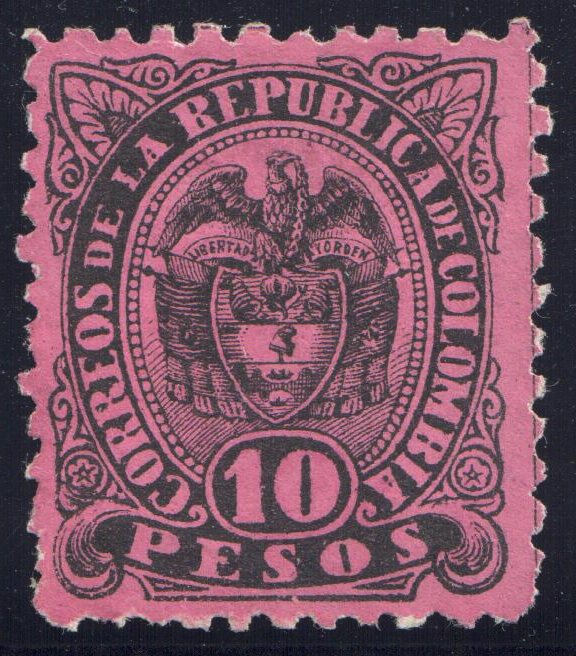
Почтовая марка Республики Колумбии номиналом в 10 песо (1888)
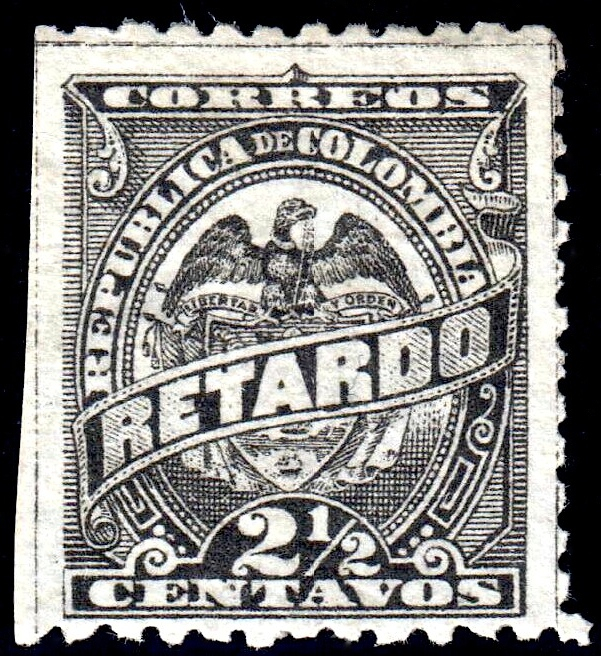
Марка Республики Колумбии для писем с опозданием, с надписью «Retardo», 1886 (Sc #11)

В 1945 году в ознаменование победы стран антигитлеровской коалиции над фашистской Германией одна из колумбийский марок была надпечатана портретами Ф. Рузвельта, У. Черчилля, И. В. Сталина.

## Другие виды почтовых марок

### Авиапочтовые
В 1919 году появилась первая колумбийская авиапочтовая миниатюра (Mi #264; Yt #PA1): на почтовой марке 1917 года была сделана надпечатка «1er. Servicio Postal Aereo 6-18-19» («Первая почтовая авиационная служба. 18 июня 1919 года»).
Первые регулярные общегосударственные авиапочтовые марки изданы в Колумбии в 1932 году.
Кроме того, встречаются более ранние колумбийские марки для авиационной почты, выпущенные в 1921—1928 годах, на которых был изображён самолёт, пролетающий над горами или городами. Они содержали надписи: «Servicio Postal Aéreo de Colombia» («Почтовая авиационная служба Колумбии») и «S. C. A. D. T. A.» или «Servicio de Transportes Aéreos en Colombia» («Служба авиационных перевозок в Колумбии»), а также просто «S. C. A. D. T. A.». Последняя аббревиатура означала, что данные марки применялись при оплате отправлений, перевозимых самолётами авиационной компании SCADTA (от «Sociedad Colombo-Alemana de Transportes Aéreos» — «Колумбийско-германское общество авиационных перевозок»)[^][^].
Надпечатанные марки SCADTA использовались также как консульские.

### Служебные
В 1920—1937 годах производился выпуск служебных марок.

### Почтово-налоговые
С 1935 года эмитировались почтово-налоговые марки.

### Консульские
В 1920-х годах почтовые отправления из колумбийских консульств в разных странах перевозились в Колумбию по морю. Дальнейшая доставка таких писем уже внутри Колумбии осуществлялась авиационной почтой. В связи с этим на письма требовалось заранее наклеивать специальные знаки дополнительной оплаты. Они представляли собой марки авиакомпании SCADTA[≡], которые продавались колумбийскими консульствами в той или иной стране и содержали надпечатки различных литер-инициалов.
Надпечатанные на марках SCADTA инициалы соответствовали названию страны, на территории которой находилось каждое консульство. С этой целью в 1921 году были изготовлены и использовались марки со следующими ручными надпечатками: «A» (двух видов) — Германия, «E» — Испания, «E. U.» — Соединенные Штаты Америки, «F» — Франция, «G. B.» — Великобритания, «H» — Голландия, «I» — Италия, «P» — Панама, «S» — Швейцария, «V» — Венесуэла. Надпечатки производились красками разного цвета, и данные выпуски марок рассматриваются интересным материалом для специализированных коллекций.
В 1923 году почтовое ведомство Колумбии подготовила новую серию авиационных марок на бумаге с водяным знаком, при этом на части тиража присутствует машинная надпечатка инициалов. В этой серии были добавлены ещё несколько букв: «B» — Бельгия, «D» — Дания, «Su» — Швеция. Через некоторое время снова были сделаны ручные надпечатки, в том числе новых инициалов: «A — U» — для консульств в Афганистане и Уругвае, «Bo» — Боливия, «Bг» — Бразилия, «CA» — Канада, «CH» — Чили, «C. R.» — Коста-Рика, «C» — Куба, «DE» — Дания, «PE» — Перу. В итоге марки, предназначенные для одних и тех же консульств, могут встречаться как с ручными, так и с машинными надпечатками и с литерами разных шрифтов.
С ростом популярности авиационной тематики среди коллекционеров описанные марки считаются редкими, и найти их весьма трудно. Изредка они выставляются на продажу на международных филателистических аукционах.

### Почтово-гербовые
В 1859—1917 годах фискальные марки могли применяться в качестве почтовых марок (т.е. почтово-гербовых марок).

### Прочие
Помимо этого, в Колумбии также эмитировались марки для заказных писем, марки для уведомления о вручении, марки международных писем, марки денежных писем, марки для отправлений, сданных после окончания работы почты, экспрессные марки. При этом надписи на соответствующих марках гласят: «AR» («Извещение о получении»), «Retardo» («С опозданием»; для писем, отправляемых после окончания времени работы почтовых отделений), «Recomendada», «R» («Заказное»).

## Фискальные марки
Помимо почтовых, в Колумбии выпускались фискальные марки. Причём именно фискальная марка стала первой колумбийской маркой (непочтовой). Это была гербовая марка чёрного цвета номиналом в 20 сентаво, эмитированная 1 сентября 1858 года. Она не использовалась в почтовых целях.
В 1859—1917 годах фискальные марки могли применяться в качестве почтовых марок.

## Почта Торговой палаты
Торговая палата Кукуты (Cámara de Comercio de Cúcuta) была учреждена около 1890 года в форме некоммерческой организации правительства Колумбии при Министерстве промышленности, торговли и туризма. Палата организовала почту под названием «Correo del Comercio» («Коммерческая почта»), которая проработала с 1890 года по 1915 год. Эта почта была призвана улучшить почтовое сообщение между провинциями Сантандер и Венесуэла и обеспечить более быстрый доступ к побережью Маракайбо. Доставка почты осуществлялась между Кукутой и Венесуэльским заливом, откуда в то время было налажено постоянное морское сообщение с Европой и Северной Америкой. Палата не выпускала почтовых марок для своей почты, были выпущены только несколько заказных ярлыков. Использовались почтовые марки национальной почты по государственным почтовым тарифам, которые гасились разными видами ручных штемпелей с текстом «CORREO DEL COMERCIO» («Коммерческая почта»).

## Частные почты
Помимо национальной почты и почтовых ведомств штатов, в Колумбии работали частные почты, некоторые из которых использовали собственные марки. Правовая основа для этого была заложена 27 апреля 1859 года, когда колумбийский Парламент Конфедерации законодательно установил, что почтовая служба не только не должна быть монополией центрального правительства, но что колумбийские правительства, компании и даже физические лица должны принимать участие в ней, даже на тех же самых почтовых маршрутах, которые были созданы центральным правительством. Всего для частной почты почтовые марки выпускали 14 организаций, большинство из них в 1920-е годы и в 1930-е годы.
В XIX веке функционировали две частные почты: Еженедельная почта Эльдорадо (1870 год) в районе Гуаска и почта ОАСМ (1882 год) в Барранкилье.

### Еженедельная почта Эльдорадо
Считалось, что в озере Сиеча (Lagunas de Siecha) (в муниципалитете Гуаска (Guasca) департамента Кундинамарка), в труднодоступной лагуне на высоте свыше 3 тысяч метров над уровнем моря, чибча спрятали от испанцев легендарные сокровища Эльдорадо. Гражданин Колумбии, Энрике Урданета (Enrique Urdaneta) вместе со своим партнером, английским инженером Джорджем Краутером (George Crowther), приобрели в 1866 году акции, которые дали им возможность осушить озеро. Мифические сокровища так и не были обнаружены ни в этом озере, ни в каком другом (например, озеро Гуатавита, озеро Париме).
Поскольку из-за географических особенностей местности сообщение было затруднено, в 1868 году была учреждена частная почта, так называемая «Еженедельная почта Эльдорадо» (Correo Semanal Del Dorado). Эта первая колумбийская частная почта осуществляла еженедельную перевозку почты Эльдорадо из озера Сиеча в Боготу до 1870 года. Для изготовления марок этой почты было вырезано специальное клише. Марки были выпущены с клеевым слоем. Номинал почтовых марок составлял 1 реал (10 сентаво де песо). Марки печатались на разных типах имеющейся в наличии бумаги: от чисто белой канцелярской бумаги, бумаги в синюю полоску, бумаги с водяными знаками и голубовато-зеленоватой бумаги, до тетрадной бумаги в клетку. Размер марочных листов неизвестен, но встречаются квартблоки, некоторые с парами тет-бешей, горизонтальные и вертикальные пары, а также одиночные марки. В период с марта по 16 ноября 1870 года зафиксированы десять прошедших почту конвертов, связанных с работами, проводимыми на озере.

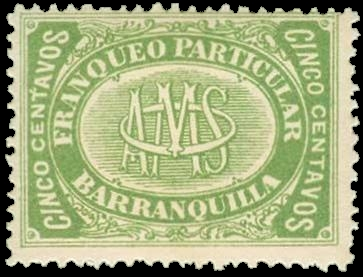
Почтовая марка частной почты Октавио Моры в Барранкилье (1882)

### Почта ОАСМ
Эта частная почта была учреждена в Барранкилье неким Октавио А. С. Мора (Octavio A. S. Mora). Письма забирались в почтовом отделении Барранкильи, на них доклеивалась одна из почтовых марок этой частной почты, после чего письма вручались адресатам после уплаты сбора за доставку. Эта частная почтовая служба работала очень ограниченное время в конце 1882 года. Известны три разные марки частной почты ОАСМ номиналом в 5 сентаво зелёного, коричневого и чёрного цвета, напечатанные литографским способом в Париже.

## Коллекционирование
Со времён испанской колонизации и до современной эпохи история Колумбии характеризуется политическими переменами и нестабильностью, что нашло отражение в истории её почтовых марок. Гражданские войны, восстания, независимость Панамы и Тысячедневная война 1899—1902 годов вызвали к жизни интересные филателистические материалы. Многие области ещё изучены не полностью, оставляя открытой возможность для новых исследований и открытий. Потенциал для коллекционирования включает провизории, цельные вещи, фискальные марки, частные экспресс-почты, местные городские почты, авиапочту SCADTA[≡], военные конверты и т. д.
Известную коллекцию марок Колумбии составил в прошлом президент Королевского филателистического общества Лондона Томас Уильям Холл (1861—1937). Эта коллекция завоевала на филателистических выставках несколько золотых медалей.
Популярными областями коллекционирования являются колумбийские почтовые марки классического периода и гашения пером и ручным штампом.

### Классический период
Отпечатанные тиражи были крайне малы по сравнению с любой другой страной в этот период. Вот почему колумбийские почтовые марки в наши дни редки и представляют большой интерес для филателистов. Из упомянутых выше 42 почтовых марок, выходивших с 1859 по 1868 год, зафиксированы только семь полных марочных листов, а для некоторых марок известны только пары. Предпринимались различные попытки реконструировать остальные марочные листы, но даже спустя 150 лет эта задача не завершена. Есть разные почтовые марки, которые не известны ни на одном конверте, ещё одна причина коллекционирования очень редких почтовых марок классического периода. В конце XIX века Колумбия была в большой моде, что также послужило причиной активной подделки 39 из 42 почтовых марок, в основном, из-за спроса со стороны коллекционеров и из-за малых тиражей их выпуска.

### Гашения пером и ручным штампом
В почтовом указе 1859 года говорится, что при отсутствии ручных штампов, либо домарочного периода, либо новых, гашение почтовых марок производится написанием от руки названия пункта отправки. Во многих небольших городах не было соответствующего ручного штампа до 1890-х годов, а в тех городах, где таковой имелся, использовались различные ручные штампы и разные цвета краски. Коллекционирование различных гашений пером и ручных штампов является интересной областью филателии:

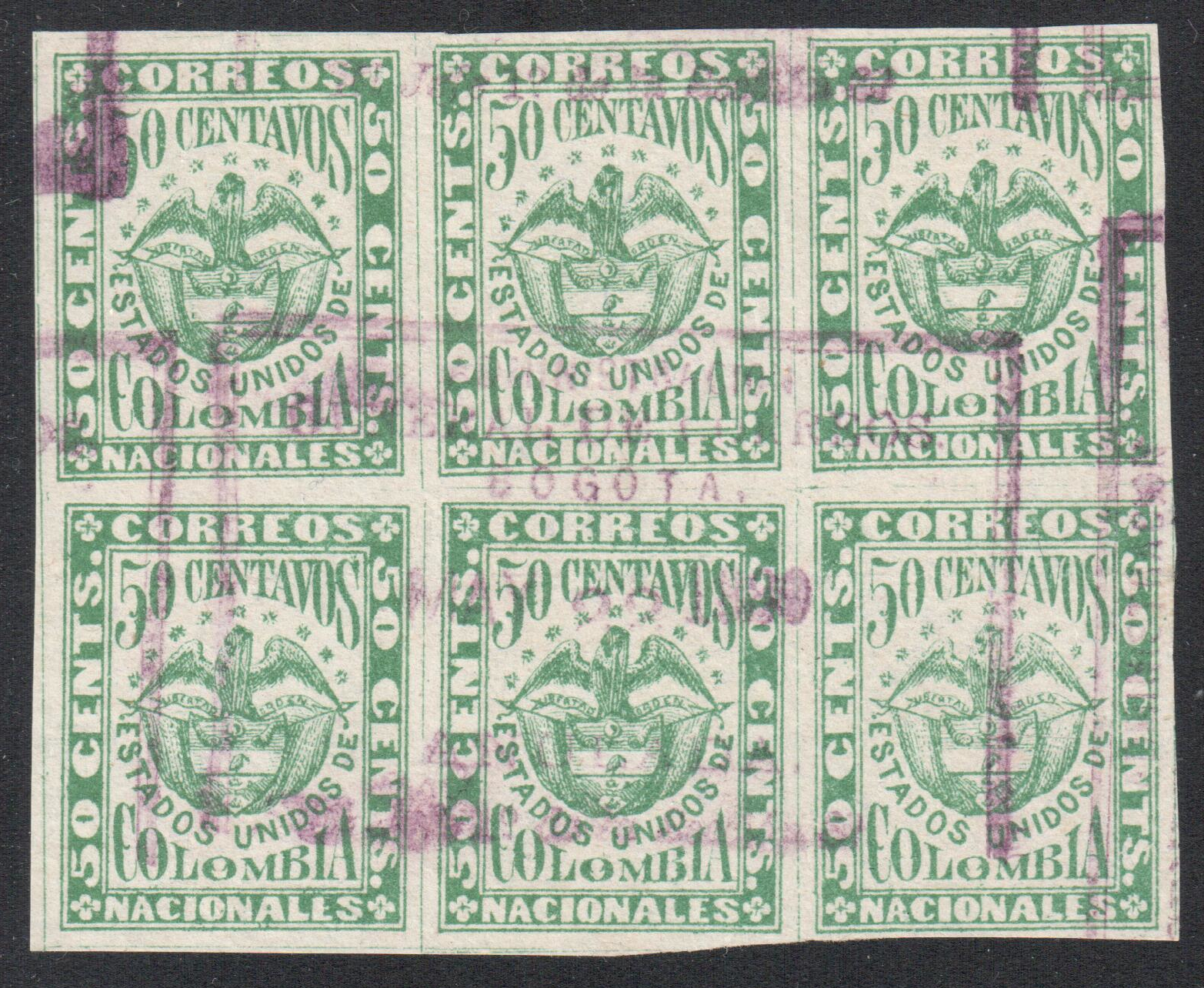
Колумбия, 50 сентаво, блок, почтовый штемпель Боготы (1868)
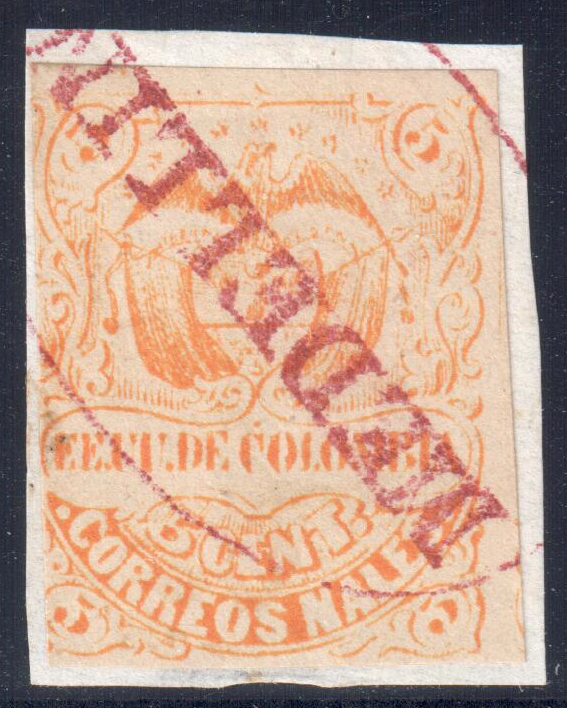
Колумбия, 5 сентаво, красный почтовый штемпель Медельина (1870)
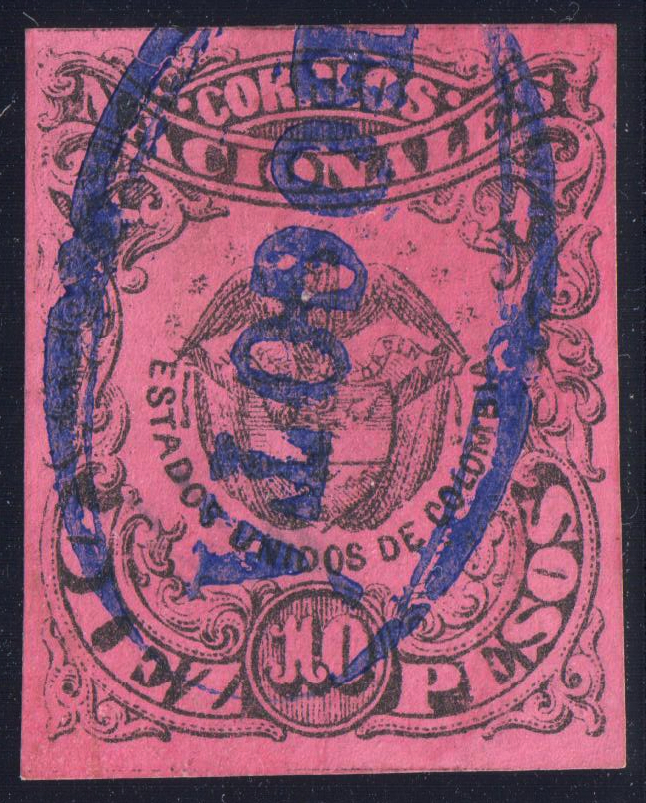
Колумбия, 10 песо, синий почтовый штемпель Боготы (1877)
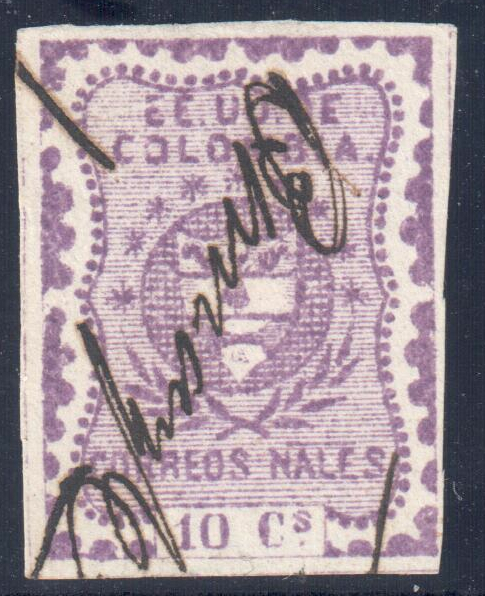
Колумбия, 10 сентаво, лиловая, гашение пером (1866)
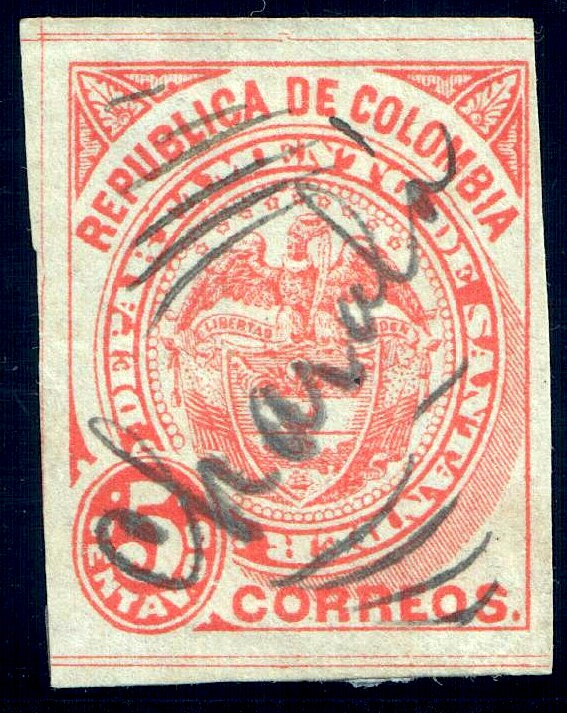
Сантандер, 5 сентаво, гашение пером Чаралы (Charalá) (1887)
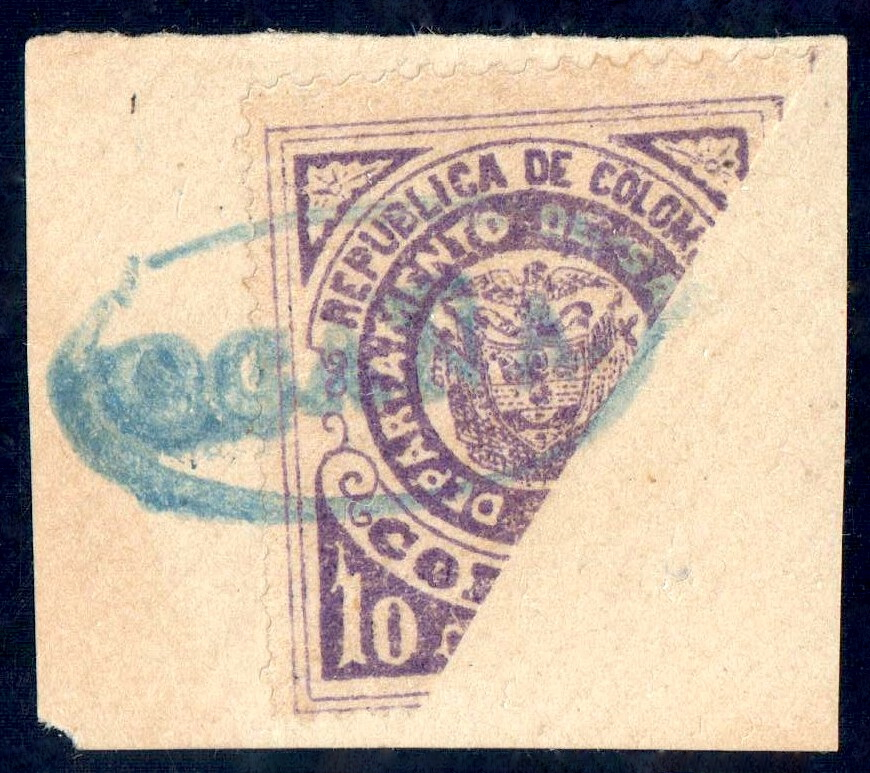
Сантандер, бисект, 10 сентаво, почтовый штемпель Оканьи (Ocaña) (1889)
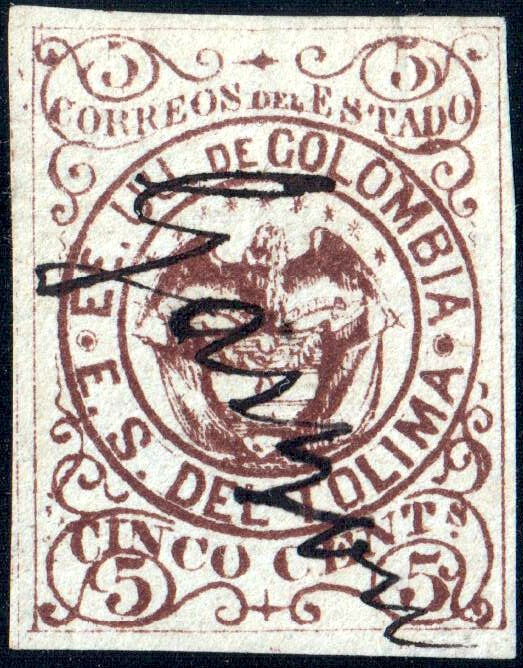
Толима, 5 сентаво, коричневая, гашение пером Гарсона (Garzón) (1871)